# Hồ Wanapitei

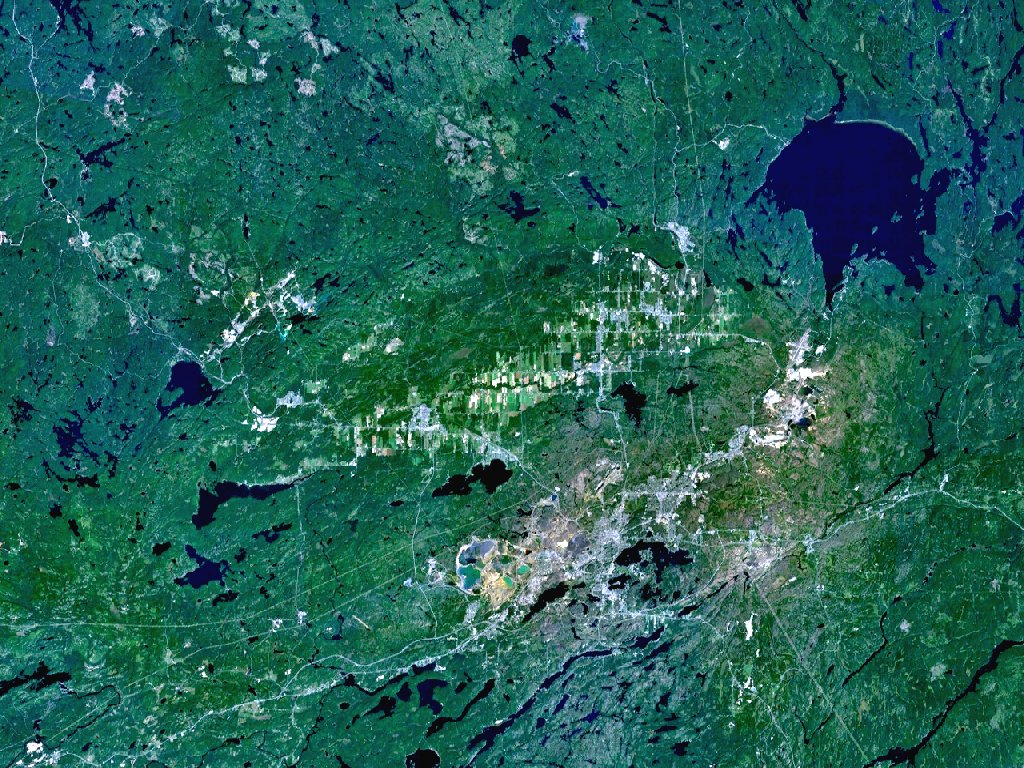
Hồ Wanapitei nhìn từ trên cao.

Hồ Wanapitei là một hồ nằm trên miệng thiên thạch tạo ra ở khu đô thị Sudbury, Ontario, Canada. Nó nằm gần miệng hố thiên thạch lớn Sudbury, nhưng không phải là liên quan đến hố thiên thạch. Đây là hồ lớn nhất nằm hoàn toàn trong ranh giới của một thành phố. Trước khi ranh giới của thành phố này được xác định lại vào năm 2001 thì vị trí này thuộc về hồ Ramsey, cũng ở Sudbury.
Hồ Wanapitei có là đường kính 5,2 dặm (8,37 km) và độ tuổi được ước tính được 37,2 ± 1,2 triệu năm, đặt nó trong thời Eocene.